# Fugitive Rage
Pour plus de détails, voir Fiche technique et Distribution.
Fugitive Rage est un film d'action américain réalisé par Fred Olen Ray, sorti en 1996, avec Alexander Keith, Shauna O'Brien et Jay Richardson.

## Synopsis
Tara McCormick (Alexander Keith), un ex officier du SWAT, assiste au procès du baron de la drogue local, Tommy Stompanato (John Henry Richardson), qui a tué sa sœur. Lorsque le criminel est acquitté, Tara tente de l’abattre en pleine salle d’audience pour venger le meurtre de sa sœur. Malheureusement, le mafieux survit et veut se venger.
Tara est envoyée en prison pour la tentative de meurtre. Une fois derrière les barreaux, elle doit en venir aux mains avec une méchante geôlière (Toni Naples) et une foule de beautés incarcérées, à la solde du mafieux. Elle se lie toutefois d’amitié avec Josie Williams (Shauna O’Brien), sa compagne de cellule. 
Tara est approchée par un agent fédéral (Tim Abell) qui lui propose un contrat en vue de sa sortie anticipée : si elle termine la tâche dans laquelle elle a échoué auparavant et aide à faire condamner le gangster, le gouvernement lui offre sa liberté. Elle accepte l’offre, et la chasse commence. Après une succession de bagarres et de fusillades, la traque culmine dans l’assaut de la somptueuse résidence de Stompanato.

## Distribution
- Alexander Keith : Tara McCormick
- Shauna O'Brien : Josie Williams
- John Henry Richardson : Tommy Stompanato
- Tim Abell : James O'Keefe
- Ross Hagen : Ryker
- Katherine Victor : Miss Prince
- Toni Naples : Helga
- Johnny Vincent : Farino
- Rick Montana : Deluca
- Calista Carradine : Sharrisse
- Nikki Fritz : Infirmière Wendy
- Beth Ulrich : Spider
- Carroll Schumacher : Quartier-maître
- Robert Quarry : Juge
- Claire Polan : District Attorney
- Richard Abraham : Président du jury
- Daniel Rodrigo : Huissier
- Peter Spellos : Hillbilly Thug[1]

## Production
Le film est sorti le 19 novembre 1996 aux États-Unis, son pays d’origine.